# Dichagyris euteles
Dichagyris euteles là một loài bướm đêm trong họ Noctuidae.